# Просер (Небраска)
Просер (енгл. Prosser) град је у америчкој савезној држави Небраска.

## Демографија
По попису из 2010. године број становника је 66, што је 28 (-29,8%) становника мање него 2000. године.
| Група             | 2000.      | 2010.       |
| Белци             | 92 (97,9%) | 66 (100,0%) |
| Афроамериканци    | 0 (0,0%)   | 0 (0,0%)    |
| Азијати           | 0 (0,0%)   | 0 (0,0%)    |
| Хиспаноамериканци | 2 (2,1%)   | 0 (0,0%)    |
| Укупно            | 94         | 66          |